# Times of Grace
Times of Grace es un dúo estadounidense de metalcore formado en el 2008 en Southampton, Massachusetts. El grupo está formado por Adam Dutkiewicz
(Killswitch Engage) y Jesse Leach (The Empire Shall Fall, antes de Killswitch Engage y Seemless) mientras que el guitarrista Joel Stroetzel (Killswitch Engage), el bajista Daniel Struble (antes de Five Pointe O), el baterista Dan Gluszak (antes de Envy on the Coast) completan el cartel de gira. Un álbum estaba planeado para el 2009. Sin embargo, el grupo se mantuvo en gran medida inactivos hasta el año 2010, lanzando el tema "Strength in Numbers", con su álbum debut, titulado The Hymn of a Broken Man , publicado el 18 de enero de 2011 por Roadrunner Records.

## Historia

### Formación yThe Hymn of Broken Man(2007–Presente)
Al recorrer el Reino Unido con Killswitch Engage, el guitarrista Adam Dutkiewicz requiere una cirugía de emergencia en su espalda. Mientras que en el hospital, escribió el nuevo material que más tarde grabó, e hizo una demostración en su casa. Dutkiewicz más tarde contacto a su excompañero de la banda Killswitch Engage y cantante Jesse Leach acerca de cómo escribir las letras y la grabación de voz
 sintiendo de que "que [no] cree que [él es] el más grande cantante y letrista, así que [él] deseaba un poco de ayuda en ese departamento." Bajo el nombre de Times of Grace, ellos comenzaron a grabar el material en el 2008 con Dutkiewicz indicando en el grupo de Myspace que las canciones eran "una mezcla épica de Metal / Rock / Pop / Shoegaze y Punk. Todas las expectativas sus son incorrectas, nos están empujando los límites del género". Esperaban lanzar álbum del material terminado para el verano de 2009.

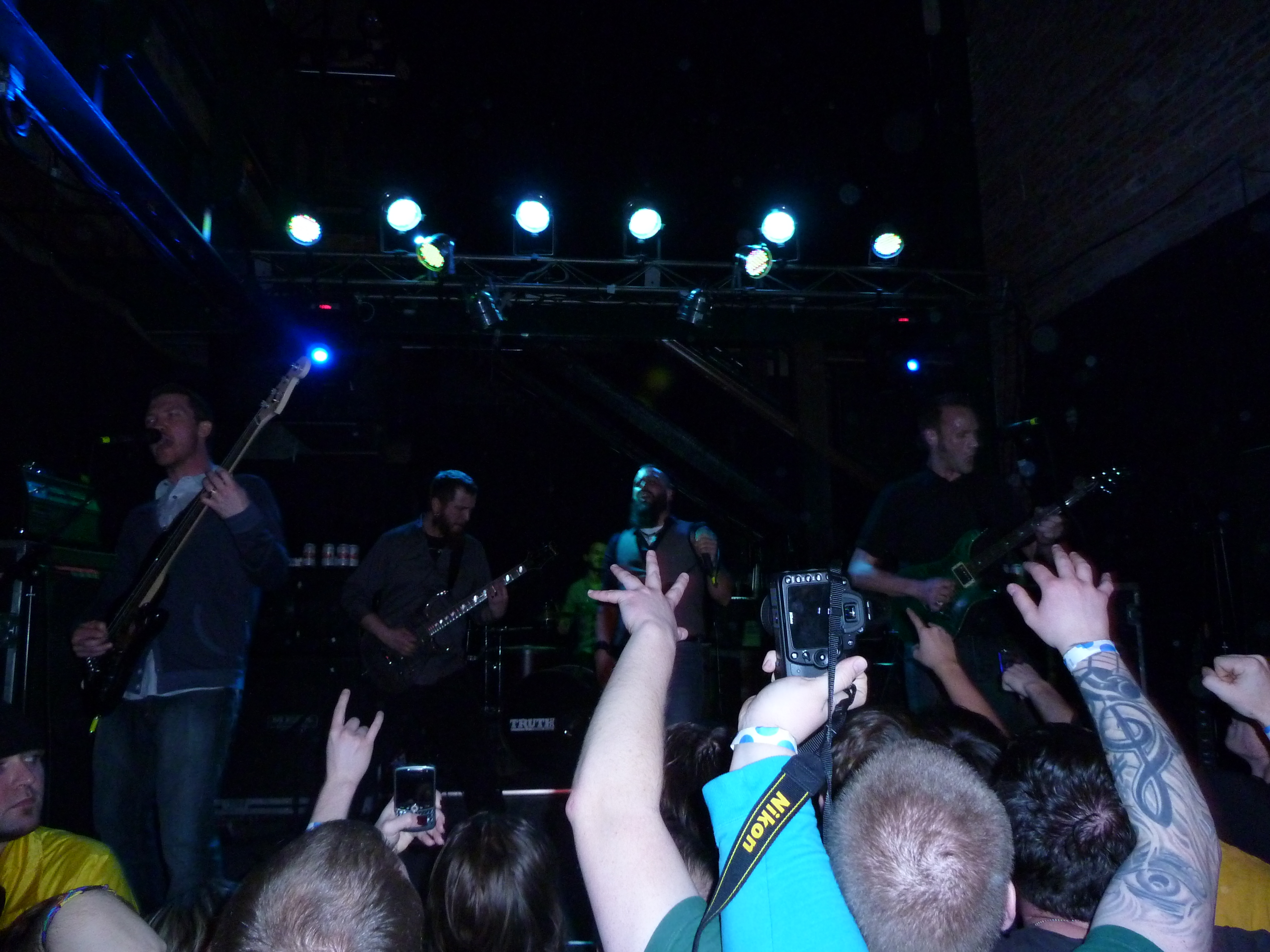
Times of Grace en uno de sus conciertos en Baltimore

Después de completar la grabación de material en el 2009, Times of Grace regresó en el 2010 para lanzar su álbum debut. Dutkiewicz grabó voces, guitarras y batería para el álbum con Leach en la voz y letras. En septiembre, ellos filmaron un video para el sencillo "Strength in Numbers", con el álbum debut The Hymn of a Broken Man, programado para salir el 9 de noviembre. Sin embargo, el lanzamiento del álbum se retrasó con una nueva fecha de lanzamiento del 18 de enero de 2011.
Cuando se le preguntó si estarían de gira en apoyo del álbum, Dutkiewicz declararon que espera hasta "el grabar [es] lanzado" entonces empezar a "la construcción de la banda una persona a la vez."
 Ellos lanzaron videos de las canciones "Strength in Numbers" y "Where the Spirit Leads Me" antes de anunciar una gira de febrero de los EE. UU. El Cartel de gira de Times of Grace se anunció en enero de 2011. Junto con Dutkiewicz y Leach, el grupo estará formado por el guitarrista de Killswitch Engage Joel Stroetzel, ex Five Pointe O vocalista Daniel Struble tocando el bajo, así como el exbaterista Envy on the Coast Gluszak Dan.
Sobre lanzamiento, The Hymn of a Broken Man llegó al número 44 en el Billboard200, vendiendo cerca de 10 000 copias.
Se anunció que la banda se presentará en el  Download Festival 2011

## Discografía
- The Hymn Of A Broken Man (2011)
- Songs of Loss and Separation (2021)

## Miembros
Músicos de Gira
- Joel Stroetzel – guitarra (2011–presente)
- Matt Bachand –  bajo (2011–presente)
- Dan Gluszak – batería (2011–presente)

Ex músicos de gira
- Daniel Struble – Bajo (2011)